# Галгай-Юрт
Галгай-Юрт (ингуш. ГІалгІай-Юрт, чечен. ГІалгІайн-Юрт), Галга — упразднённый хутор, на территории села Валерик в современном Ачхой-Мартановском районе Чеченской Республики Российской Федерации.

## Этимология
Ойконим сочетает в себе слова: галгай, самоназвание ингушей, и юрт — «село».

## География
Был расположен по обоим берегам реки Валерик.

## История

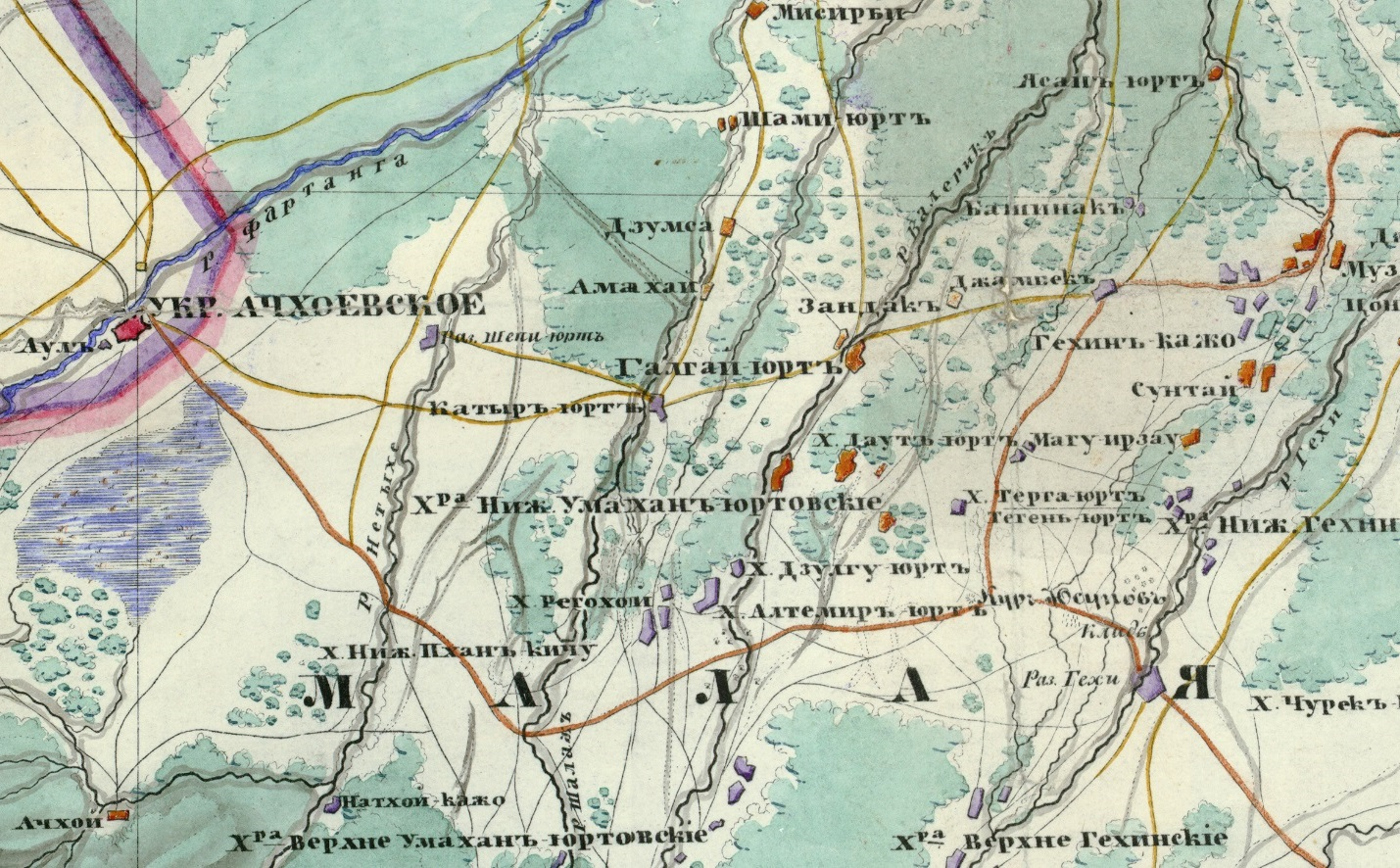
Галгай-Юрт на карте 1848 года

Во время своей экспедиции в горы Кавказа в 1830-х годах генерал-лейтенант Иоганн Бларамберг упоминает село «Галга», расположенную на реке Валерик. 7 ноября 1833 года генерал-майор Российской императорской армии А. Г. Энгельгардт возглавил карательную экспедицию в непокорное село Галгай-Юрт, закончившуюся благополучно для Российской империи. Село было уничтожено в 1833 году после очередной карательной экспедиции Российской империи под руководством барона Розена. В феврале 1847 года начальник Ачхоевского гарнизона подполковник В. А. Преображенский возглавил карательную экспедицию в Галгай-Юрт, чтобы наказать жителей села за враждебность, что закончилось успехом Российской империи. Село отмечается как населённое на карте Малой Чечни и Владикавказского округа 1848 года. Галгай-Юрт упоминается и на карте Кавказского Имамата от 27 мухаррама 1273 года (1856 года по григорианскому календарю). В 1859 году военный историк А. П. Берже упомянул ранее существовавшие аулы Алтемир-юрт, Дзулгу-юрт, Верх. Умахановские и Нижн. Умахановские хутора, Галгай-юрт как поселённые в Валерик.